# Titanosuchus ferox
Titanosuchus ferox és una espècie de teràpsid dinocèfal que visqué durant el Permià mitjà en allò que avui en dia és Sud-àfrica. Tenia dents incisives afilades i dents canines semblants a ullals, ideals per mossegar les seves preses.